# 尹钧科
尹钧科（1941年3月—），山东莒县人，中华人民共和国地理学家。

## 生平
1961年，考入山东师范学院地理系。1965年9月，考取北京大学地质地理系，师从侯仁之主攻历史地理专业。1968年8月，分至山东泗水二中教学。1978年，再考入北京大学地理系研究生班，仍从师侯仁之攻读历史地理专业。1981年10月毕业，获硕士学位，随后至北京市社会科学院工作，并投入《北京历史地图集》的研究编绘（1991年获得北京市科技进步一等奖）。1993年，担任北京市社会科学院历史副所长。

## 著作
尹钧科主要著作有：
- 《北京城市史》[2]
- 《北京历代建置沿年》
- 《地名学基础教程》
- 《北京历史自然灾害研究》
- 《中华古地图珍品选》
- 《古代北京城市管理》